# Liste der Monuments historiques in Saint-Lyé
Die Liste der Monuments historiques in Saint-Lyé führt die Monuments historiques in der französischen Gemeinde Saint-Lyé auf.

## Liste der Immobilien
| Bezeichnung                    | Beschreibung                | Standort                        | Kennzeichnung | Schutzstatus | Datum | Bild           |
| ------------------------------ | --------------------------- | ------------------------------- | ------------- | ------------ | ----- | -------------- |
| Schoss der Bischöfe von Troyes | Taubenturm, 16. Jahrhundert | Impasse Louis-X-le-Hutin (Lage) | PA00078223    | Inscrit      | 1933  | weitere Bilder |
| Kirche St-Lyé                  | ab dem 11. Jahrhundert      | Place de l’Église (Lage)        | PA00078224    | Inscrit      | 1972  | weitere Bilder |

## Liste der Objekte
| Bezeichnung                                   | Beschreibung | Standort                    | Kennzeichnung | Schutzstatus | Datum | Bild |
| --------------------------------------------- | --- | --------------------------- | ------------- | ------------ | ----- | ---- |
| Skulptur Majestas Christi                     | Kalkstein, 16. Jahrhundert                                                                                                  | in der Kirche St-Lyé (Lage) | PM10002006    | Classé       | 1960  |      |
| Skulptur Unterweisung Mariens                 | Eichenholz, farbig gefasst, Anfang des 17. Jahrhunderts; gestohlen                                                          | in der Kirche St-Lyé (Lage) | PM10002011    | Classé       | 1960  |      |
| Armreliquiar (1)                              | Eichenholz, versilbert, 18. Jahrhundert                                                                                     | in der Kirche St-Lyé (Lage) | PM10003574    | Inscrit      | 1980  |      |
| Skulptur Johannes der Täufer                  | Kalkstein, farbig gefasst, 16. Jahrhundert                                                                                  | in der Kirche St-Lyé (Lage) | PM10002007    | Classé       | 1960  |      |
| Skulptur Heiliger Stephanus                   | Kalkstein, farbig gefasst, 16. Jahrhundert                                                                                  | in der Kirche St-Lyé (Lage) | PM10003258    | Classé       | 1913  |      |
| Kirchenfenster                                | aus dem 16. Jahrhundert | in der Kirche St-Lyé (Lage) | PM10002005    | Classé       | 1913  |      |
| Skulptur Heiliger Rochus                      | Eichenholz, farbig gefasst, Ende des 16. Jahrhunderts; gestohlen                                                            | in der Kirche St-Lyé (Lage) | PM10002004    | Classé       | 1913  |      |
| Weihwasserbecken (1)                          | Kalkstein, 17. Jahrhundert                                                                                                  | in der Kirche St-Lyé (Lage) | PM10003576    | Inscrit      | 1980  |      |
| Skulptur Heiliger Augustinus                  | Eichenholz, farbig gefasst und vergoldet, 17. Jahrhundert                                                                   | in der Kirche St-Lyé (Lage) | PM10002013    | Classé       | 1960  |      |
| Reliquienschrein des heiligen Laetus von Micy | Eichenholz, Ende des 16. Jahrhunderts                                                                                       | in der Kirche St-Lyé (Lage) | PM10001998    | Classé       | 1908  |      |
| Wandvertäfelung des Chorraums                 | Eichenholz, 18. Jahrhundert                                                                                                 | in der Kirche St-Lyé (Lage) | PM10002015    | Classé       | 1981  |      |
| Armreliquiar (2)                              | Eichenholz, farbig gefasst, 18. Jahrhundert                                                                                 | in der Kirche St-Lyé (Lage) | PM10003575    | Inscrit      | 1980  |      |
| Weihwasserbecken (2)                          | umgearbeitetes Kapitell; Kalkstein, 14. Jahrhundert                                                                         | in der Kirche St-Lyé (Lage) | PM10001999    | Classé       | 1913  |      |
| Hauptaltar                                    | Altartisch, Retabel und zwei Türen; Eichenholz, bemalt, farbig gefasst und vergoldet, 18. Jahrhundert; zugehörig PM10003260 | in der Kirche St-Lyé (Lage) | PM10002014    | Classé       | 1981  |      |
| Gemälde Vision des heiligen Laetus von Micy   | Ölfarbe auf Leinwand, 1736 von Pierre oder Guillaume Cossard                                                                | in der Kirche St-Lyé (Lage) | PM10003260    | Classé       | 1981  |      |
| Skulptur eines Heiligen                       | Kalkstein, farbig gefasst, 16. Jahrhundert                                                                                  | in der Kirche St-Lyé (Lage) | PM10002009    | Classé       | 1960  |      |
| Pietà                                         | Kalkstein, farbig gefasst, Ende des 16. Jahrhunderts                                                                        | in der Kirche St-Lyé (Lage) | PM10002003    | Classé       | 1913  |      |
| Marienlebenretabel                            | Kalkstein, farbig gefasst, 16. Jahrhundert                                                                                  | in der Kirche St-Lyé (Lage) | PM10001997    | Classé       | 1908  |      |
| Grabstein für Eléonore de Courcelles          | Kalkstein, bezeichnet 1510                                                                                                  | in der Kirche St-Lyé (Lage) | PM10002001    | Classé       | 1913  |      |
| Skulptur Heiliger Sebastian                   | Kalkstein, farbig gefasst, Ende des 16. Jahrhunderts                                                                        | in der Kirche St-Lyé (Lage) | PM10002008    | Classé       | 1960  |      |
| Skulptur Madonna mit Kind (1)                 | Eichenholz, farbig gefasst und vergoldet, 17. Jahrhundert                                                                   | in der Kirche St-Lyé (Lage) | PM10002012    | Classé       | 1960  |      |
| Skulptur Heiliger Eligius                     | Kalkstein, farbig gefasst, 16. Jahrhundert                                                                                  | in der Kirche St-Lyé (Lage) | PM10002010    | Classé       | 1960  |      |
| Skulptur Madonna mit Kind (2)                 | Kalkstein, farbig gefasst, Ende des 14. Jahrhunderts                                                                        | in der Kirche St-Lyé (Lage) | PM10002000    | Classé       | 1913  |      |
| Skulptur Heiliger Laetus von Micy             | Kalkstein, farbig gefasst, 16. Jahrhundert                                                                                  | in der Kirche St-Lyé (Lage) | PM10003259    | Classé       | 1913  |      |
| Skulptur Heiliger Fiacrius                    | Kalkstein, farbig gefasst, 16. Jahrhundert                                                                                  | in der Kirche St-Lyé (Lage) | PM10002002    | Classé       | 1913  |      |